# Santiago Sana
Santiago Pedro Sana (La Boca, Ciudad Autónoma de Buenos Aires, Argentina, 20 de agosto de 1888 - La Boca, 23 de julio de 1959) fue uno de los fundadores del Club Atlético Boca Juniors junto con Esteban Baglietto, Alfredo Scarpati y los hermanos Juan y Teodoro Farenga. También se desempeñó como Defensor en 4 partidos amistosos jugando para Boca Juniors y fue presidente del club en dos oportunidades.

## Biografía
Santiago Pedro Sana fue uno de los fundadores del club y quien sugirió agregarle la palabra "Juniors" al nombre del club, a modo de homenaje al deporte inglés. Debido a que se dedicaba a estudiar ese idioma fue el encargado de inscribir a Boca Juniors en la Argentine Association, que solo permitía el ingreso a quienes hablaban el idioma británico.
Jugó cuatro partidos con la camiseta de Boca, donde fue parte del equipo que disputó el primer partido en historia del club, el 21 de abril ante Mariano Moreno. Convirtió un gol en la victoria 4-0.
Fue prosecretario en el primer año de vida del club, secretario en 1906 y 1918, tesorero en 1907 y entre 1909 y 1913.
Llegó a la presidencia del club el 5 de febrero de 1914, sustituyendo a Martín Federico García, y se mantuvo en el cargo hasta fin de año. Durante este periodo Boca Juniors se aleja por primera y única vez del barrio. Su destino fue Wilde, donde estableció su estadio. A consecuencia de esto el club perdió entre 1200 y 1500 socios (el 80% del padrón en dicho año), un hecho trágico para la época.
Entre 1915 y 1917 lo sucedió Emilio Meincke. Luego, Sana logró la reelección el 30 de diciembre de 1917 y volvería al cargo hasta el 10 de septiembre de 1918, donde Meincke logra su reelección.
Profesionalmente, se desempeñó como agente marítimo en el puerto de Buenos Aires.

## Clubes

### Como jugador
| Club         | País      | Año  | Partidos | Goles |
| ------------ | --------- | ---- | -------- | ----- |
| Boca Juniors | Argentina | 1905 | 4        | 1     |

### Como presidente
| Club         | País      | Año         |
| ------------ | --------- | ----------- |
| Boca Juniors | Argentina | 1914 - 1915 |
| Boca Juniors | Argentina | 1918        |